# Alice Stone Blackwell
Alice Stone Blackwell (Orange, 14 settembre 1857 – Cambridge, 15 marzo 1950) è stata un'attivista e editrice statunitense, nota per aver portato avanti l'opera di sua madre Lucy Stone e di suo padre Henry B. Blackwell a sostegno dei diritti delle donne.

## Opere

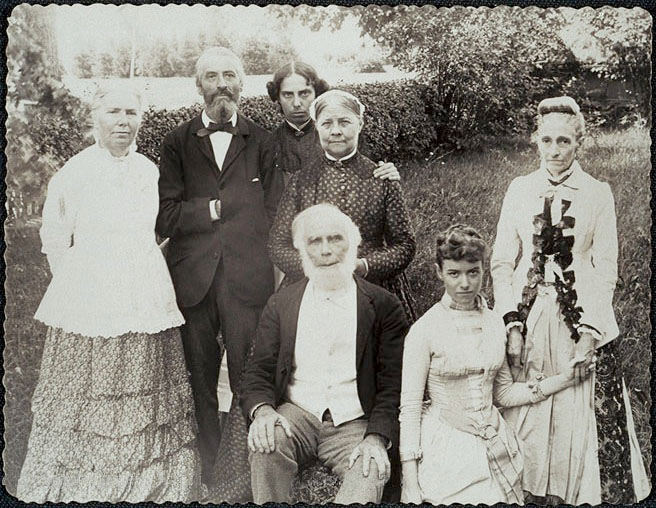
Foto di famiglia che ritrae Alice con i genitori, la zia Elizabeth e altre persone

- (EN) Alice Stone Blackwell, Lucy Stone: Pioneer of Woman's Rights, Charlottesville, University Press of Virginia, 2001  [1930], ISBN 0-8139-1990-8.
- (EN) Alice Stone Blackwell, To Henry B. Blackwell, in What I Owe to My Father, New York, Henry Holt and Company, 1931,  pp. 33-48.